# Utricularia pobeguinii
Utricularia pobeguinii — вид рослин із родини пухирникових (Lentibulariaceae).

## Біоморфологічна характеристика
Це дрібна однорічна трав'яниста рослина, наземна. Листки цілі, нечисленні. Пухироподібні пастки нечисленні на ризоїдах і столонах, кулясті. Суцвіття прямовисне, поодиноке, просте, містить 1–5 квіток. Дрібні (10–12 мм завдовжки) блідо-блакитні квітки з білою плямою біля основи нижньої губи.

## Середовище проживання
Ендемік Гвінеї.
Населяє вологий ґрунт серед порід пісковика; на висотах 220–450 метрів.

## Загрози й охорона
На вид посягають будинки й випас худоби. Цей вид також перебуває під загрозою видобутку бокситів у районі Кіндії. Жодних природоохоронних заходів не проводиться.